# Samuel (Soure)
Samuel is een plaats (freguesia) in de Portugese gemeente Soure en telt 1398 inwoners (2001).

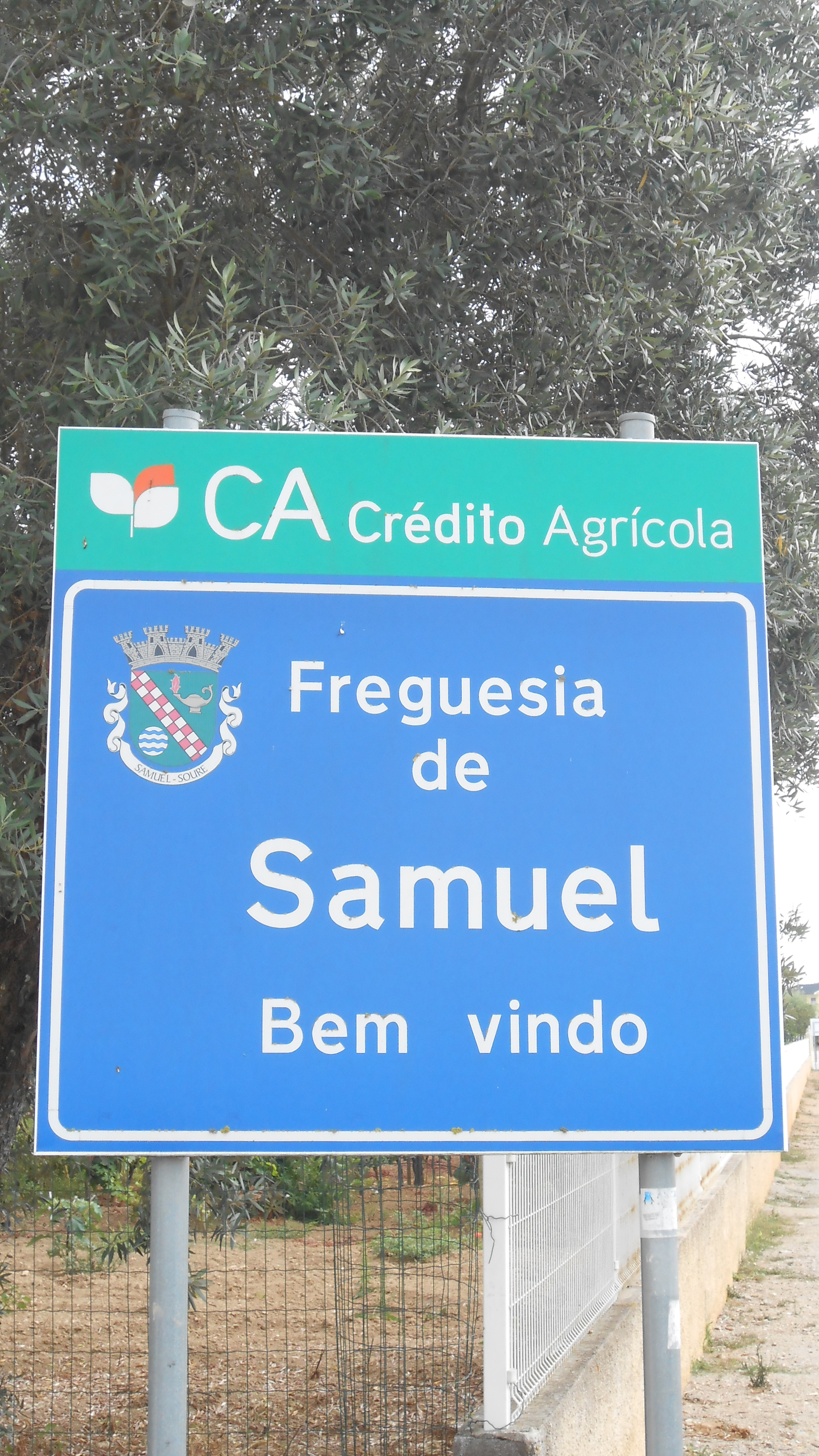
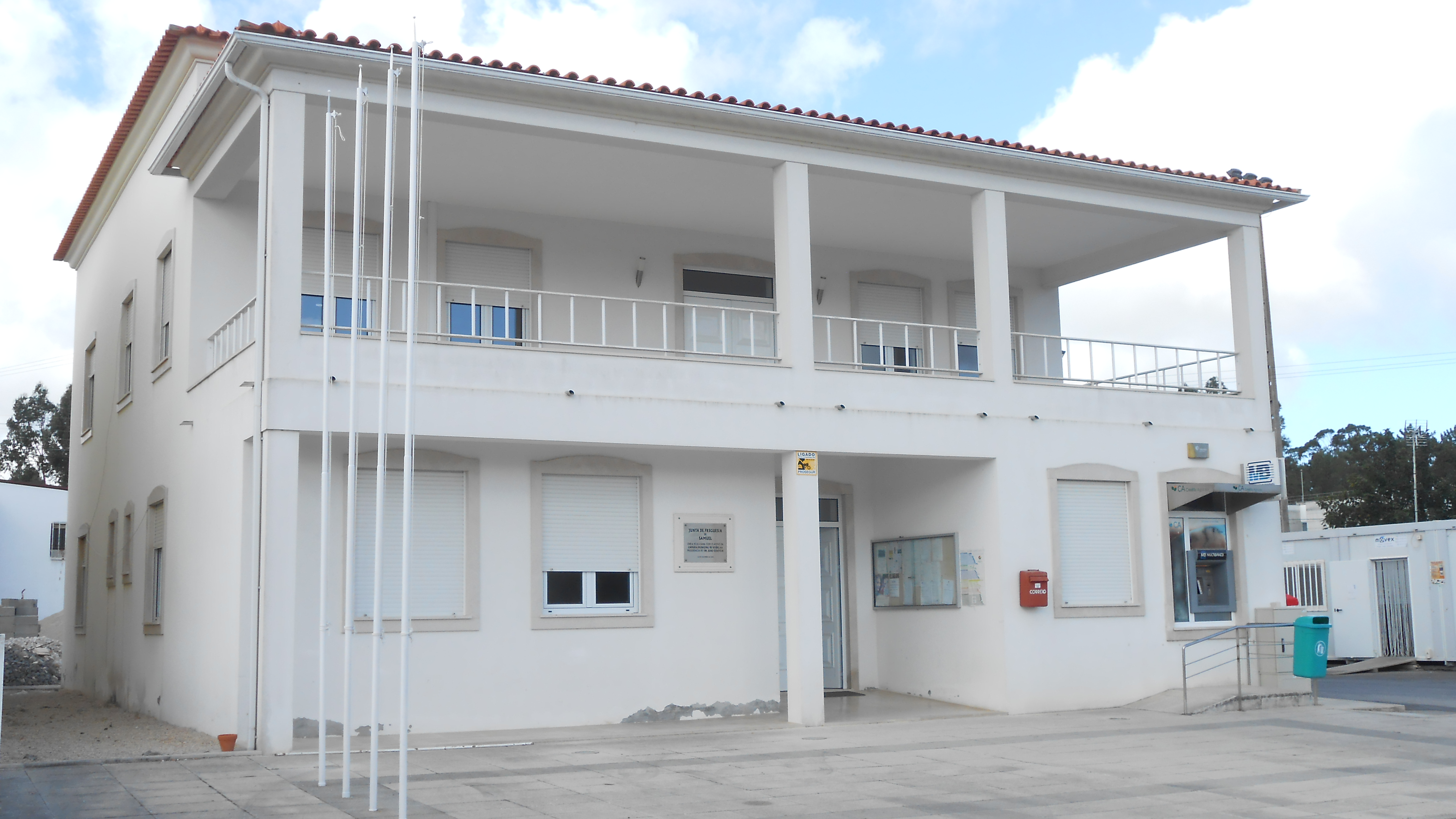
Gemeentehuis van Soure in Samuel